# Nick Castle
Nick Castle (n. 21 septembrie 1947, Los Angeles, California) este un actor, scenarist și regizor american, cel mai cunoscut pentru interpretarea rolului Michael Myers în filmul Halloween I din 1978, regizat de prietenul său John Carpenter. Împreună cu Carpenter a scris scenariul filmului științifico-fantastic din 1981, Escape from New York.

## Filmografie

### Regizor
| An   | Titlu                       | Note        |
| ---- | --------------------------- | ----------- |
| 2006 | Connor's War                | Televiziune |
| 2004 | The Seat Filler             |             |
| 2001 | 'Twas the Night             | Televiziune |
| 2001 | Delivering Milo             | Televiziune |
| 1996 | Mr. Wrong                   |             |
| 1995 | Major Payne                 |             |
| 1993 | Dennis the Menace           |             |
| 1990 | Shangri-La Plaza            | Televiziune |
| 1989 | Tap                         |             |
| 1987 | Amazing Stories             | Televiziune |
| 1986 | The Boy Who Could Fly       |             |
| 1984 | The Last Starfighter        |             |
| 1982 | Tag: The Assassination Game |             |

### Actor
| Titlu | Film                  | Rol                 |            |
| ----- | --------------------- | ------------------- | ---------- |
| 1986  | The Boy Who Could Fly | The Coupe De Villes |            |
| 1978  | Halloween             | Michael Myers       |            |
| 1974  | Dark Star             | Extraterestrul      | Necreditat |